# Domingos Peixoto

Domingos Peixoto é um fotojornalista brasileiro da Agência O Globo, vencedor do Prêmio Internacional de Jornalismo Rei de Espanha em 2003 e 2015 e do Prêmio Esso de Fotografia em 2014.

## Carreira
Domingos Peixoto começou a carreira na revista Caxias Magazine. Depois, passou pelos jornais O Dia, O Estado de S. Paulo e A Notícia, entre outros.
Em 2000, venceu o Prêmio CNT, sobre transportes, com a foto, publicada no O Globo, que mostra o desespero de um pai ao reconhecer o corpo de seu filho, vítima de um acidente de trânsito. No ano seguinte, venceu os prêmios Líbero Badaró e Firjan com a foto “Agonia da natureza”, que mostra um biguá completamente sujo de óleo, agonizando às margens da Praia de Mauá. Em 2003, ganhou o Prêmio Internacional de Jornalismo Rei de Espanha com a fotografia “Retrato do desemprego”, que revelava as dificuldades dos brasileiros para conseguir uma vaga no mercado de trabalho.
Em 2014, Peixoto venceu o  Prêmio Esso de Fotografia com a série de três fotos "Crime à liberdade de imprensa", publicada pelo jornal "O Globo" no dia 6 de fevereiro. No mesmo ano, a série também venceu o Prêmio CNT de Jornalismo e o MPT de Jornalismo, concedido pelo Ministério do Trabalho. No ano seguinte, a série rendeu ao fotógrafo seu segundo prêmio Rei de Espanha.

## Ligações Externas
O Globo
Agência O Globo